# Donald Oenslager
Donald Oenslager, nome completo Donald Mitchell Oenslager (Harrisburg, 7 marzo 1902 – New York, 11 giugno 1975), è stato uno scenografo e docente statunitense.

## Biografia
Donald Oenslager studiò ad Harvard, dove frequentò i corsi di recitazione diretti dal critico letterario ed educatore George Pierce Baker, dopo di che si trasferì in Europa con una borsa di studio per le arti figurative.
Oenslager si avvicinò al teatro inizialmente come attore, lavorando al Greenwich Village Theatre e alla Provincetown Playhouse nei primi anni venti,in ambienti nei quali emergevano le personalità del drammaturgo Eugene O'Neill e dello scenografo Robert Edmond Jones.
Oenslager si dedicò alle scenografie teatrali dopo gli studi europei e dopo la sua esperienza come attore, e il suo primo lavoro come scenografo fu nel 1925 per un balletto, Sooner or Later alla Neighborhood Playhouse.
Oenslager realizzò scenografie per oltre duecentocinquanta opere teatrali, opere, balletti e musical in cinquanta anni di carriera, lavorando a molte produzioni di Broadway, tra cui Of Mice and Men (1937) e A Majority of One (1959), per il quale ricevette il premio Tony Award.
Per quanto riguarda l'opera lavorò per Tosca, Tristano e Isotta, Salomè, Otello e per molte altre produzioni.
Svolse anche l'attività di professore della facoltà della Yale School of Drama, insegnando scenografia dal 1925 fino alla sua morte nel 1975; inoltre pubblicò molti libri, tra cui Scenery Then and Now (1936) e Notes on Scene Painting (1952).
Profondamente influenzato dagli scenografi europei, Edward Gordon Craig e Adolphe Appia, Oenslager portò una ventata di innovazione sul realismo della scenografia teatrale americana. Ben distante da un rigido impegno teorico, si caratterizzò per un illuminato empirismo che, di volta in volta, lo ispirò a vincolare i propri interventi alle obiettive esigenze del testo e non a tentare di racchiuderlo entro prefabbricati schemi grafici.
Nel corso della sua vita, Oenslager collezionò molti materiali riguardanti Craig e Appia.
Dopo la sua morte, avvenuta l'11 giugno 1975, la vedova di Oenslager, Mary, consegnò parte del materiale di Craig alla New York Public Library, alla divisione del Billy Rose Theatre, mentre altre parti della collezione andarono alla Yale University.

## Scenografie
- Good News (1927);
- Follow Thru (1929);
- America's Sweetheart (1931);
- Anything Goes (1934);
- Johnny Johnson (1936);
- You Can't Take It with You (1936);
- Il divo Garry (Present Laughter) (1942);
- Park Avenue (1946);
- Il maggiore Barbara (Major Barbara) (1957);
- Il piacere della sua compagnia (The Pleasure of His Company) (1958).